# Tenore (torrente)
Il Tenòre (chiamato anche Terrovere, Tanur in lombardo occidentale) è un torrente che scorre in provincia di Varese. Ha una lunghezza complessiva di 19 km e, con il torrente Rile di 12,5 km e il Rile - Tenore di 6 km, forma un bacino imbrifero avente un'espansione massima di circa 18 km². Lungo il suo corso il Tenore interessa il Parco Sovracomunale Rile Tenore Olona (RTO) e il Parco Sovracomunale del medio Olona ed è tutelato dal Consorzio Arno Rile Tenore.

## Idrografia
Nasce in prossimità di Cascina Caronaccio, nel Comune di Morazzone e prosegue segnando il confine tra Gornate Olona e Caronno Varesino. In questo primo tratto il torrente riceve le acque di scolo degli stagni Gerbo e Pollo e i suoi primi affluenti: i torrenti Verzella, Rio Stribiana, Rio della Costa, Riale Madonnetta (emissario del Laghetto Madonnetta) e Riale Respiro.
Dopodiché il Tenore giunge a Carnago dove riceve l'apporto del torrente Ronchè (o Ronchet) per poi venire assorbito da inghiottitoi che ne infossano le acque sottoterra, dando la possibilità di percorrerne a piedi il letto. Le acque del torrente tornano in superficie a valle di Peveranza, frazione di Cairate. Questo tratto di torrente è chiamato Secca del Tenore ed interessa i comuni di Carnago, Castelseprio e Cairate, dove riceve le acque del Riale di Peveranza. 

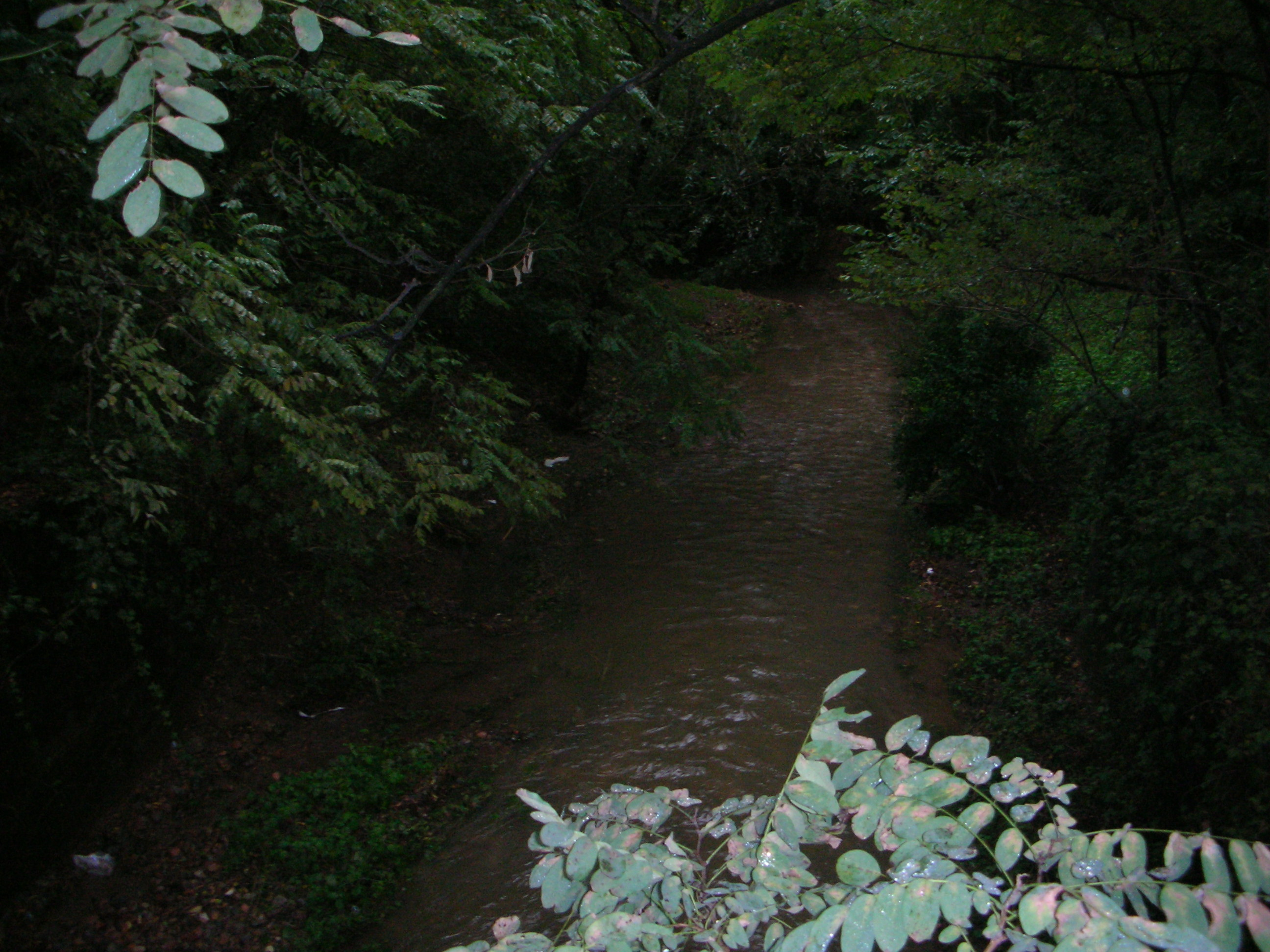
Il Tenore a sud di Cassano Magnago

Superata Peveranza, il Tenore lambisce altre due frazioni: Bolladello nel territorio di Cairate e Bergoro in quello di Fagnano Olona.
Il torrente giunge quindi a Cassano Magnago e, dopo aver sottopassato l'autostrada A8 Milano-Varese, a Busto Arsizio, dove sfocia nelle vasche di laminazione e spagliamento controllato delle acque in cui confluisce anche il torrente Rile. Le vasche sono state realizzate all'inizio degli anni ‘80 per ovviare ai frequenti allagamenti della superstrada che collega l'autostrada A8 all'aeroporto di Malpensa e dei quartieri a nord del centro di Busto Arsizio (Sant'Anna e Beata Giuliana). Successivamente è stata realizzata anche una condotta sotterranea di circa 6 km per lo svuotamento delle vasche nel fiume Olona nei momenti di grande piena. Questa condotta ha il nome di Rile-Tenore ed interessa i comuni di Busto Arsizio (quartieri Beata Giuliana, Sant'Anna e Santi Apostoli) e di Olgiate Olona, dove sfocia nell'Olona a valle del Molino del Sasso. La portata massima che questa condotta può convogliare nell'Olona è pari a 10 m³/s.

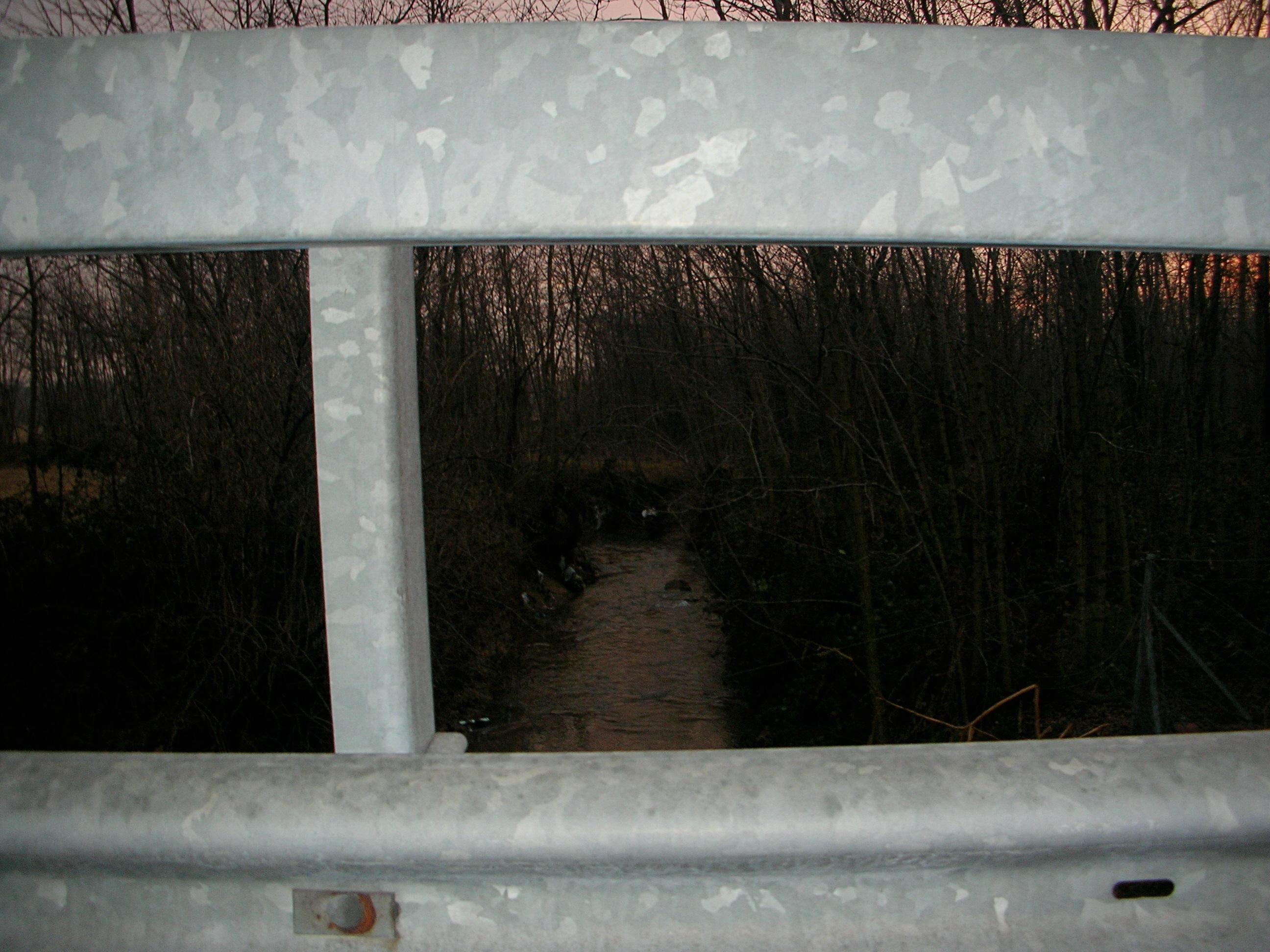
Il Tenore visto dall'Autostrada dei Laghi, presso Busto Arsizio

## Corso precedente ai lavori
Fino al XVII secolo, il Rile confluiva nel Tenore in prossimità dell'attuale imbocco della superstrada della Malpensa. Il Tenore proseguiva poi verso sud, attraversando il borgo di Busto Arsizio. L'antico percorso del Tenore a Busto seguiva probabilmente le attuali vie Sacro Monte, dei Sassi, Marmolada, Galvani, Bellini, Montebello, Bramante e Bambaia, proseguendo poi serpeggiando tra i boschi che a quel tempo erano ancora molto estesi.
Intorno ai secoli X e XI, il borgo di Busto Arsizio venne fortificato. Attorno alle mura si creò così un fossato difensivo. Il Tenore venne così deviato nel fossato occidentale che costeggiava le mura seguendo le attuali via Volta, Piazza San Michele e Piazza Manzoni. All'altezza di quest'ultima, dove si trovava una delle quattro porte del borgo, Porta Piscina, venne derivato un piccolo canale, che costeggiava la Contrada di Piscina (attuale via Matteotti), per raggiungere infine Piazza Santa Maria, dove alimentava una vasca per l'approvvigionamento idrico della popolazione, chiamata appunto Piscina. Questa aveva pure un emissario, che raccoglieva gli scoli della "Beccaria", l'antico mercato-macello pubblico. Questo percorreva l'attuale Via Bambaia, uscendo dalle mura del borgo. Il piccolo corso d'acqua, infine, si disperdeva in alcuni campi a sud-est del borgo che venivano così irrigati. 

Questo piccolo sistema idrico garantiva allo stesso tempo la difesa e l'approvvigionamento idrico del borgo e funzionò fino a quando il Tenore ebbe una portata costante.
Nel XVII secolo, infatti, la portata idrica del torrente diminuì notevolmente, tanto che a Busto il torrente era ricco d'acque soltanto in periodi di piogge copiose. Questo cambiamento fu la conseguenza di un mutamento climatico. In quegli anni, iniziò infatti la "Piccola era glaciale", che vide un abbassamento della temperatura, con il conseguente aumento dei ghiacci sui monti e la diminuzione delle acque in pianura. La debole portata del Tenore veniva così, per gran parte dell'anno, inghiottita dai permeabili terreni della brughiera a nord di Busto Arsizio. A Busto Arsizio l'alveo asciutto del torrente divenne la Via dei Sassi, mentre la Piscina al centro di Piazza Santa Maria si trasformò velocemente in un maleodorante stagno, che raccoglieva le saltuarie acque piovane provenienti dal Tenore, e le fognature del borgo. Questa situazione favorì probabilmente il diffondersi dell'epidemia di peste che colpì il borgo intorno al 1630. Nel 1631 si decise così di risolvere la situazione. La Piscina venne interrata, mentre l'alveo del Tenore venne in parte interrato ed in parte conservato sotto il livello stradale. Nel XX secolo precipitazioni intense, e la massiccia urbanizzazione di aree in cui un tempo le acque spagliavano (come ad esempio il quartiere di Sant'Anna), hanno causato diversi allagamenti e disagi alla popolazione. Così negli anni Ottanta si è provveduto a creare le vasche per lo spagliamento controllato del Rile e del Tenore ed un nuovo scolmatore, il Rile-Tenore, che scorrendo sotto il livello stradale nei quartieri bustesi di Sant'Anna, Santi Apostoli e del comune di Olgiate Olona, permette lo svuotamento delle vasche nell'Olona, nei pressi del Molino del Sasso.

## Comuni attraversati dal Tenore
- Morazzone
- Castiglione Olona
- Gornate Olona
- Caronno Varesino
- Carnago
- Castelseprio
- Cairate
- Fagnano Olona
- Cassano Magnago
- Busto Arsizio

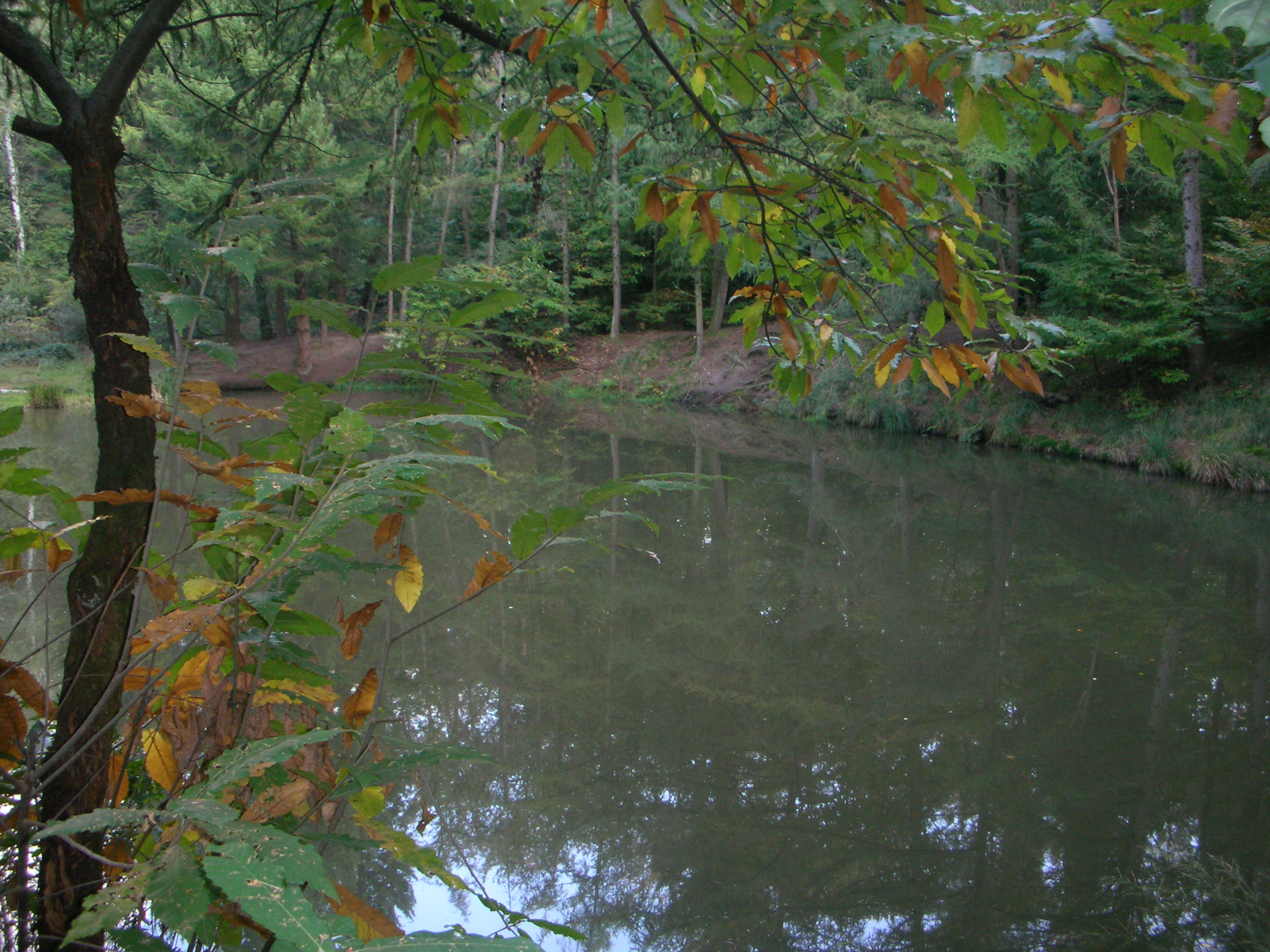
Il Laghetto Madonnetta, presso Gornate Olona

- Olgiate Olona, dove sfocia nell'Olona

## Parco Rile Tenore Olona
Nel 2006 è stato costituito il Parco Rile Tenore Olona. È limitato a nord dai Comuni di Gazzada Schianno e Lozza; ad Ovest dai Comuni di Morazzone e Caronno Varesino; ad est dai Comuni di Castiglione Olona, Gornate Olona e Lonate Ceppino; a sud dai Comuni di Castelseprio e Carnago. 
Al suo interno si generano numerosi corsi d'acqua, tra cui il Rile e il Tenore. La particolare geologia del territorio permette la nascita di numerosi piccoli torrenti alimentati da acque risorgive e acque piovane. È stato costituito per salvaguardare la flora e la fauna ancora presente lungo il corso del fiume.